# Râul Rareșu
Râul Rareșu este un curs de apă, unul din cele două brațe care formează râul Falcău. 

## Hărți
- Harta Munții Tarcău  Arhivat în 22 februarie 2010, la Wayback Machine.